# Adrián Escudero
Adrián Escudero (Madrid, 24 novembre 1927 – Madrid, 7 marzo 2011) è stato un calciatore spagnolo, di ruolo attaccante.

## Carriera
Giocò per tutta la carriera nelle file dell'Atlético Madrid, con il quale vinse la Primera División nel 1950 e nel 1951.
Nel corso dei tredici anni in maglia rojiblancos ha realizzato 150 reti in 257 partite, diventando uno dei più grandi marcatori nella storia dei Colchoneros; meglio di lui solo Luis Aragonés con 172 reti in 372 partite.
In Nazionale ha collezionato solo 3 presenze in tre anni e mezzo, giocando una sola partita ufficiale a Roma il 17 marzo 1954, quando ha segnato contro la Turchia per le qualificazioni ai Mondiali FIFA 1954 nella partita di spareggio conclusasi 2-2; non essendo previsti supplementari o rigori fu necessario un sorteggio che eliminò gli spagnoli, ammettendo i turchi all'edizione svizzera dei mondiali.
Al termine della stagione 1957-1958 non avendo rinnovato il contratto decise di ritirarsi dal calcio giocato a soli 30 anni.
Dopo il ritiro, Escudero ha continuato a lavorare con l'Atlético Madrid, prima come allenatore delle giovanili, poi come allenatore in seconda. Nella stagione 1963-1964, dopo l'esonero di Rafael García Repullo (suo ex compagno di squadra), ricevette l'incarico di allenatore per una partita, persa per 1-2 contro il Valencia CF il 29 dicembre 1963.
Escudero è morto il 7 marzo 2011 a Madrid, sua città natale, all'età di 83 anni.

## Palmarès

### Club

#### Competizioni nazionali
- Campionato spagnolo: 2

Atletico Madrid: 1949-1950, 1950-1951
- Coppa Eva Duarte: 1

Atletico Madrid: 1951